# Élection du Conseil de sécurité des Nations unies de 2022
L'élection du Conseil de sécurité des Nations unies de 2022 a eu lieu le 9 juin 2022 lors de la 76e session de l'Assemblée générale des Nations unies, qui s'est tenue au siège des Nations unies à New York. Elle vise à pourvoir cinq sièges non permanents au Conseil de sécurité des Nations unies pour des mandats de deux ans commençant le 1er janvier 2023. Conformément aux règles de rotation du Conseil de sécurité, selon lesquelles les dix sièges non permanents du Conseil de sécurité de l'ONU sont répartis entre les différents blocs régionaux dans lesquels les États membres de l'ONU se divisent traditionnellement à des fins de vote et de représentation, les cinq sièges à pourvoir sont répartis comme suit :
- Un pour l'Afrique
- Un pour le groupe Asie-Pacifique[2]
- Un pour l'Amérique latine et les Caraïbes
- Deux pour le Groupe Europe occidentale et autres

Les cinq membres siègent au Conseil de sécurité pour la période 2023-2024.

## Candidats

### Groupe Afrique
- Mozambique[3]

### Groupe Asie-Pacifique
- Japon[4]
- Mongolie[5]

### Groupe Europe occidentale et autres
- Suisse[6]: la Suisse a mis en ligne un site internet concernant la dernière phase de sa candidature le 30 octobre 2020[7]
- Malte[8]

### Amérique latine et Caraïbes
- Équateur[1]

## Résultat

### Groupes Afrique et Asie-Pacifique
| Résultats des élections des groupes Afrique et Asie-Pacifique | Résultats des élections des groupes Afrique et Asie-Pacifique |
| ------------------------------------------------------------- | ------------------------------------------------------------- |
| Membre                                                        | 1er Tour                                                      |
| Mozambique                                                    | 192                                                           |
| Japon                                                         | 184                                                           |
| Mongolie                                                      | 3                                                             |
| abstentions                                                   | 0                                                             |
| majorité requise                                              | 128                                                           |

### Groupe Amérique latine et Caraïbes
| Résultats des élections du Groupe latino-américain et caribéen | Résultats des élections du Groupe latino-américain et caribéen |
| -------------------------------------------------------------- | -------------------------------------------------------------- |
| Membre                                                         | 1er Tour                                                       |
| Équateur                                                       | 190                                                            |
| abstentions                                                    | 2                                                              |
| majorité requise                                               | 127                                                            |

### Groupe Europe occidentale et autres
| Résultats des élections du Groupe Europe occidentale et autres | Résultats des élections du Groupe Europe occidentale et autres |
| -------------------------------------------------------------- | -------------------------------------------------------------- |
| Membre                                                         | 1er Tour                                                       |
| Suisse                                                         | 187                                                            |
| Malte                                                          | 185                                                            |
| abstentions                                                    | 2                                                              |
| majorité requise                                               | 127                                                            |

À l'issue de l'élection de 2023, le Mozambique et la Suisse occupent pour la première fois un siège au Conseil de sécurité. En outre, c'est la douzième fois pour le Japon, la quatrième fois l'Équateur et la deuxième fois pour Malte.

## Voir également
- Liste des membres du Conseil de sécurité des Nations unies